# Hamar
Hamar är en tätort i Norge, centralort med cirka 30 000 invånare i Hamars kommun och residensstad i Innlandet fylke och i det tidigare Hedmark fylke.
Fotbollslaget Ham-Kam och ishockeylaget Storhamar Dragons kommer från Hamar, och staden var en av värdorterna under Olympiska spelen i Lillehammer 1994. Skridskoloppen hölls i Vikingskipet, medan grenarna kortbaneskridskoåkning och konståkning hölls i Nordlyshallen (Hamar OL-Amfi).

## Historia

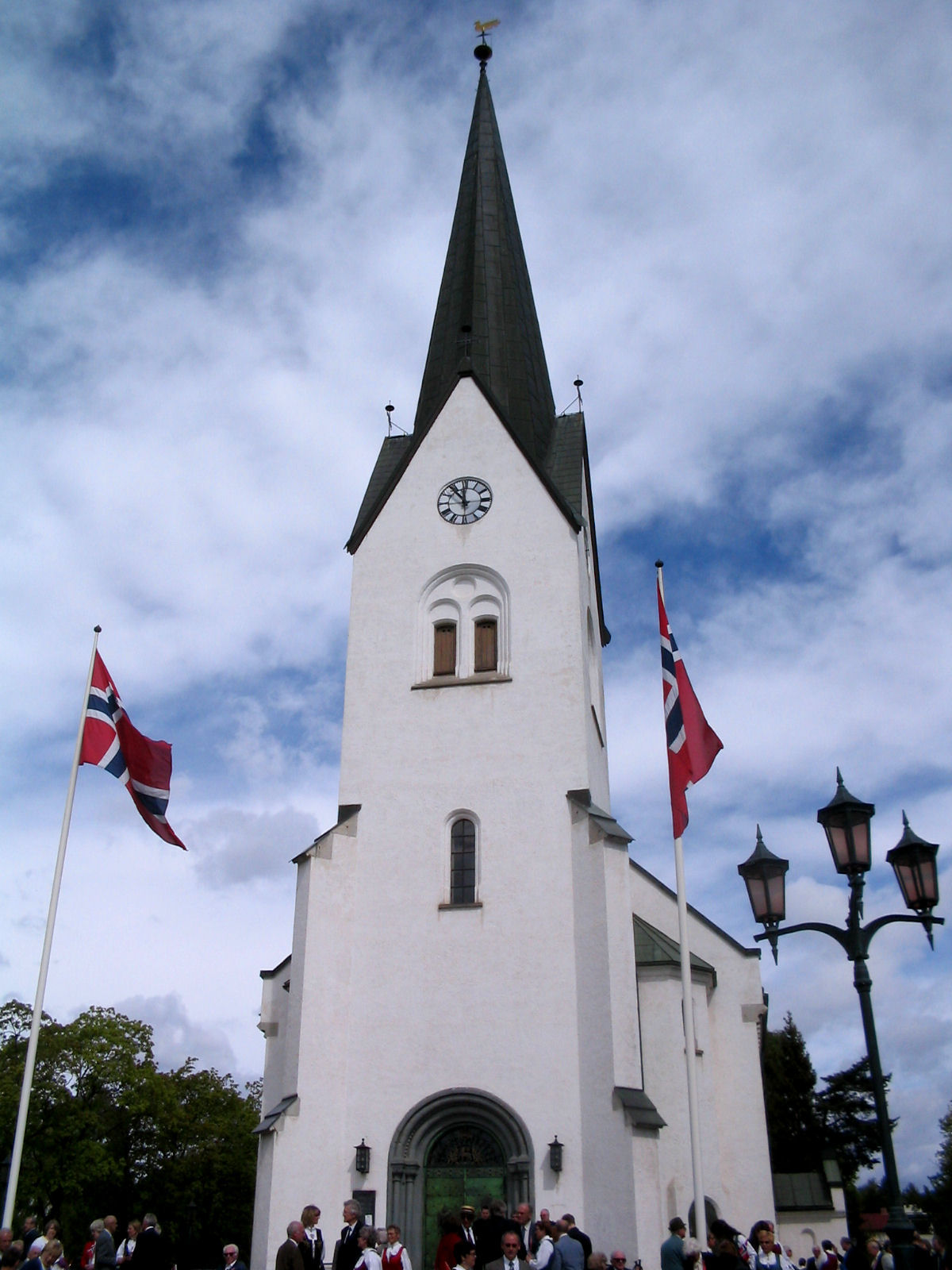
Hamars domkyrka

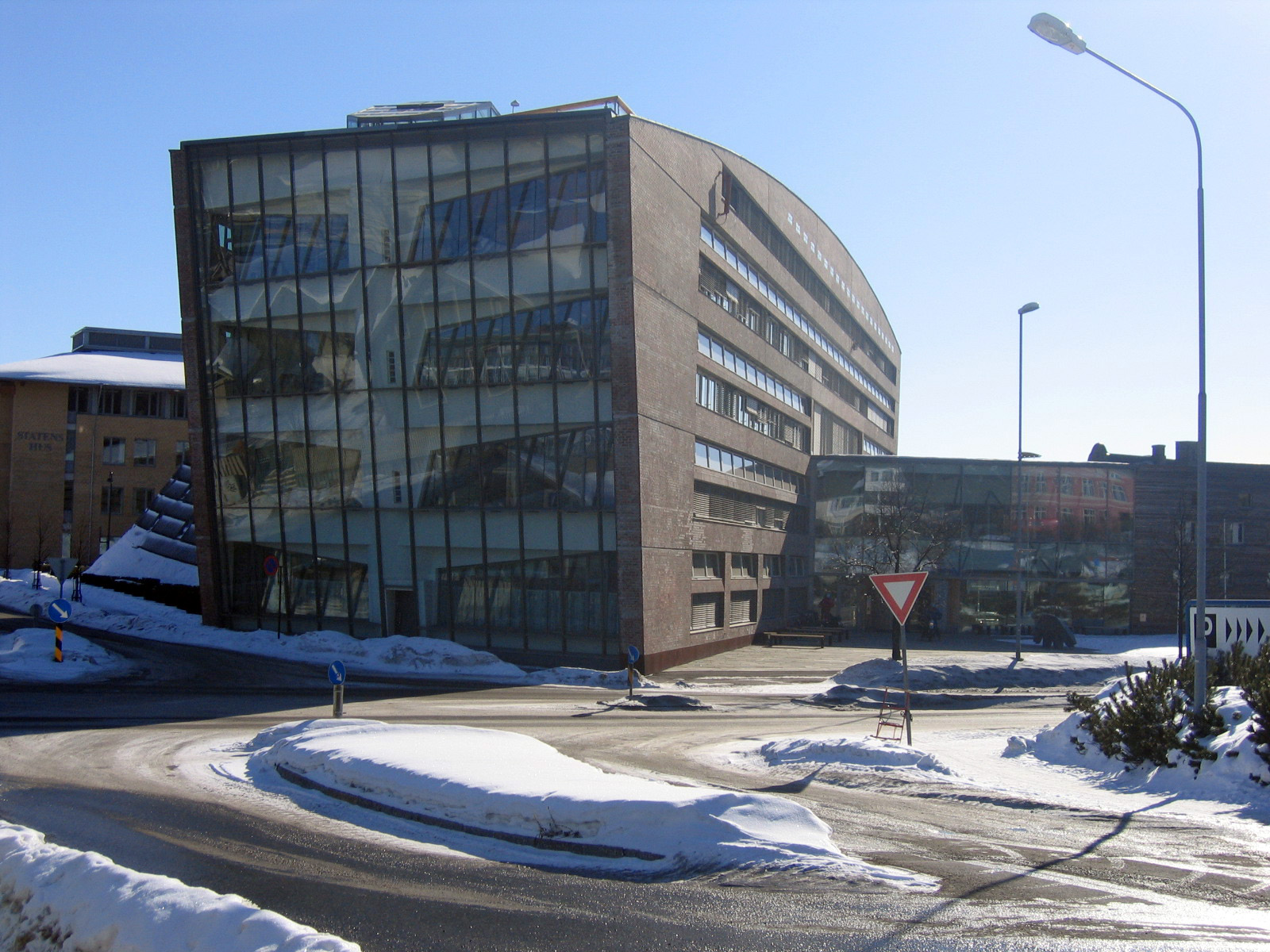
Hamars stadshus

Hamars bosättningshistoria går närmare fyra tusen år tillbaka i tiden. Redan på 400-talet var storgården Åker i Vang ett maktcentrum och tingsplats, Heidsævistinget (Eidsivating) där lag och dom avgjordes för hela regionen. En del ortnamn (Torshov och Vidarshov) tyder också på religiös makt. Hedemarken var ett av de sista områdena som Olav den helige kristnade.
Hamar är omtalat som kaupang under Harald Hårdrådes regeringstid. År 1152 blev Hamar biskopssäte upprättat av den påveutsände Nicolaus Breakspear, som senare blev vald till påve. Med detta följde domkyrka, kloster, skola och rådplats. Därmed växte också handeln och kultur fram i staden. Under 400 år var Hamar en av landets 4-5 viktigaste städer, på grund av positionen som biskopssäte och religiöst centrum. Biskop Mogens var den sista katolska biskopen som var tvungen att ge upp, efter att den danska adelsmannen Truid Ulfstand kom till Hamar år 1537. Domkyrkan och biskopsborgen fick namnet Hamarhus Slott. Domkyrkan blev år 1567 ödelagd av den svenska kungen Eriks män, bland annat Johan Siggeson. Efter detta minskade stadens folkmängd. År 1587 blev marknaden efter kunglig förordning stängd, efter press från Osloborgarna (som stod för konkurrensen). Hamar miste sin stadsstatus och området blev övertaget av Storhamar gård.
År 1849 blev köpstaden Hamar upprättad efter en kunglig resolution. Staden skulle vara ett administrativt och ekonomiskt centrum för inlandet, med lantbruksvaror som huvudnäringsväg. Landets andra järnvägslinje öppnades år 1862, från Hamar till Grundset, i dag Elverum.

### Historiskt invånarantal
- 1855: 1 025
- 1865: 1 868
- 1875: 2 050
- 1885: 3 773
- 1895: 4 777
- 1900: 6 043
- 1950: 11 507
- 1960: 13 489
- 1970: 15 417
- 1975: 16 261
- 1980: 15 917
- 1990: 16 129
- 1992: 26 000 (efter sammanslagningen med Vangs kommun)
- 2000: 26 545
- 2005: 27 439 (cirka 29 000 i tätorten som inkluderar områden i Ringsakers och Stange kommuner)

## Förorter och tätorter
Enligt Norges statistiska centralbyrå har Hamar stad 28 801 invånare. 881 av dessa bor i Stavbergsområdet i Ringsaker kommun, medan 5 241 bor i Ottestad i Stange kommun. Andra förorter är Hjellum, Ridabu och Smeby og Solvang. Tätorterna i kommunen är Ingeberg med 629 invånare, och Wik - båda dessa ligger upp mot Övre Vang. Vangli ligger vid Riksväg 25 mot Løten. En liten del av Ilseng ligger också i Hamar kommun.

## Tidningar
Hamar Arbeiderblad ges ut sex dagar i veckan. Den kom ut första gången år 1925 och var som namnet berättar en Arbeiderpartitidning. Partibindningen har efter tiden blivit upplöst även om namnet finns kvar. Tidningen är den största i Hedmark fylke.
Den mycket mindre tidningen, Hamar Dagblad, som startades år 1971, var också en dagstidning. Idag kommer tidningen endast ut tre gånger i veckan, och från sommaren 2005 kommer den ut som en gratistidning.
Dagbladet Hedmark, Demokraten, Hamar Adressetidende, Hamar Stiftstidende, Hamars Budstikke, Hedemarken Amtstidende och Oplandenes avis har tidigare givits ut i Hamar, men är idag nedlagda.

## Utbildning

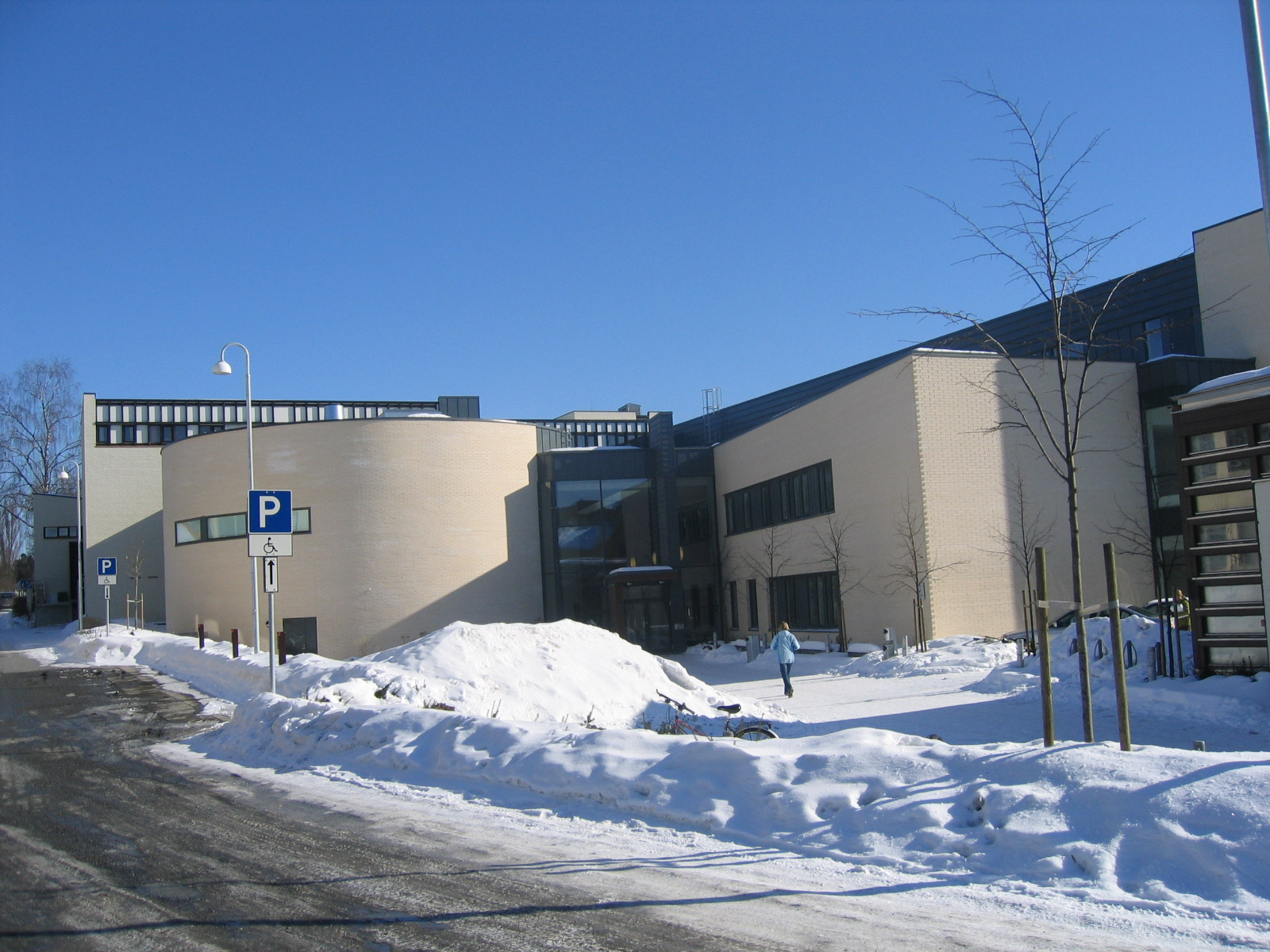
Högskolan i Hedmarks filial i Hamar

Hamar katedralskole upprättades samtidigt som kyrkan byggdes, år 1153, och det förekom utbildning vid Domkyrkan fram till 1584, då kungen bestämde att skolan skulle flyttas till Vang. Denna skolan har senare flyttat till Oslo och blivit sammanslagen med Oslo katedralskole.
Efter att Hamar fick stadsstatus igen blev katedralskolan återupprättad. Dessutom blev landets första folkhögskola, Sagatun folkhögskola, byggd. Andra tidiga skolor var Hamar Seminarium, Den Katolska Kirkes Gutteskole och Døveskolen.

### Skolor
- Högskolor: Högskolan i Hedmark, Hamar (lärarutbildning med mera) och Högskolan i Hedmark och Blæstad
- Folkhögskolor: Hedmarktoppen Folkehøyskole och Toneheim folkehøgskole
- Vidaregående skolor: Storhamar videregående skole och Hamar katedralskole (gamla Ajer och Ankerskogen vidaregående skolor blev en del av Hamar katedralskola)
- Ungdomsskolor: Ajer, Børstad och Ener
- Barnskolor: Greveløkka, Ingeberg, Lovisenberg, Lunden, Prestrud, Ridabu, Rollsløkken, Solvang och Storhamar

## Transport

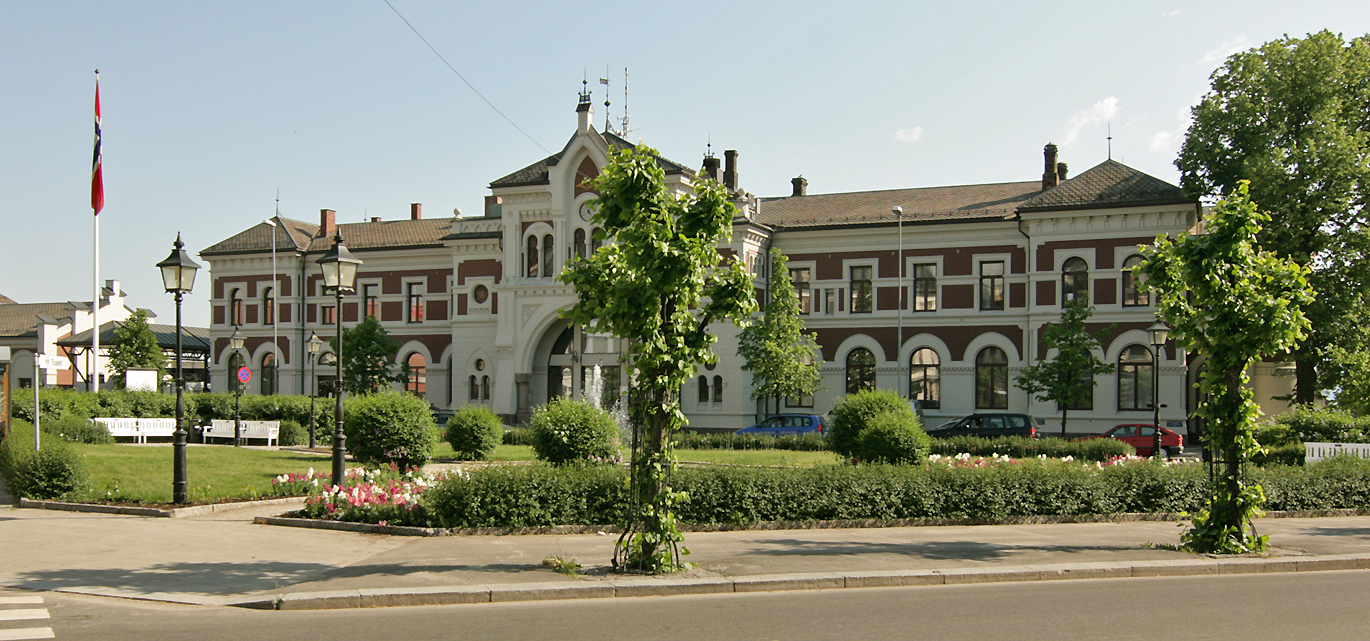
Järnvägsstationen i Hamar

Idag är staden knutpunkt för järnvägen, Riksväg 25 och Europaväg 6. Staden har under alla tider varit en viktig trafikknutpunkt i fylket Innlandet och historiskt sett blev Hamar betecknat som en genomreseby för både människor och gods på väg upp till Nordnorge eller Oslo och övriga Europa.

### Järnvägen
Traditionellt är Hamar känt som järnvägsstaden och det är här Rørosbanen och Eidsvolds-Hamarbanen och Dovrebanen möts. Från slutet av 1800-talet valde industriföretagen att lokalisera sig vid järnvägen och tillhörande sidospår. Dessa företag har i senare tid försvunnit på grund av större krav till effektivisering, höga transportkostnader och begränsade expansionsmöjligheter. Järnvägsdistriktet var stort och sysselsatte många folk långt in till modern tid. Idag är det fortfarande trafik med både passagerare och frakt på Dovrebanen, medan passagerartrafiken på Rørosbanen har tappat många resenärer i konkurrensen med buss. Det finns också planer på att utvidga Eidsvold-Hamarbanen till dubbelspår tillsammans med en utbyggnad av E6:an.

### Hamnen
Den första hamnen låg nära järnvägsstationen där det gamla polishuset idag ligger och var en viktig mötesplats mellan järnväg och gårdar runt Mjøsa. Övergående färd på Hamar över Mjøsa var betydande. Korn och mjölk transporterades med hjälp av ångbåtar, så länge det inte var is. Det mesta av året gick det båtar till staden med ved, sant och tegelsten samt råsprit till destillationsanläggningen vid Storhamar. Den 26 maj 1951 blev det också upprättat en färjeförbindelse till Kapp. Man hade förhoppningar om att färjan skulle bli bron mellan Stockholm och Bergen, men efter flera haverier och vinteruppehåll blev den tagen ur drift år 1979. Idag används hamnen av privatbåtar och begränsad linjetrafik av D/S Skibladner under sommarmånaderna.

## Kultur

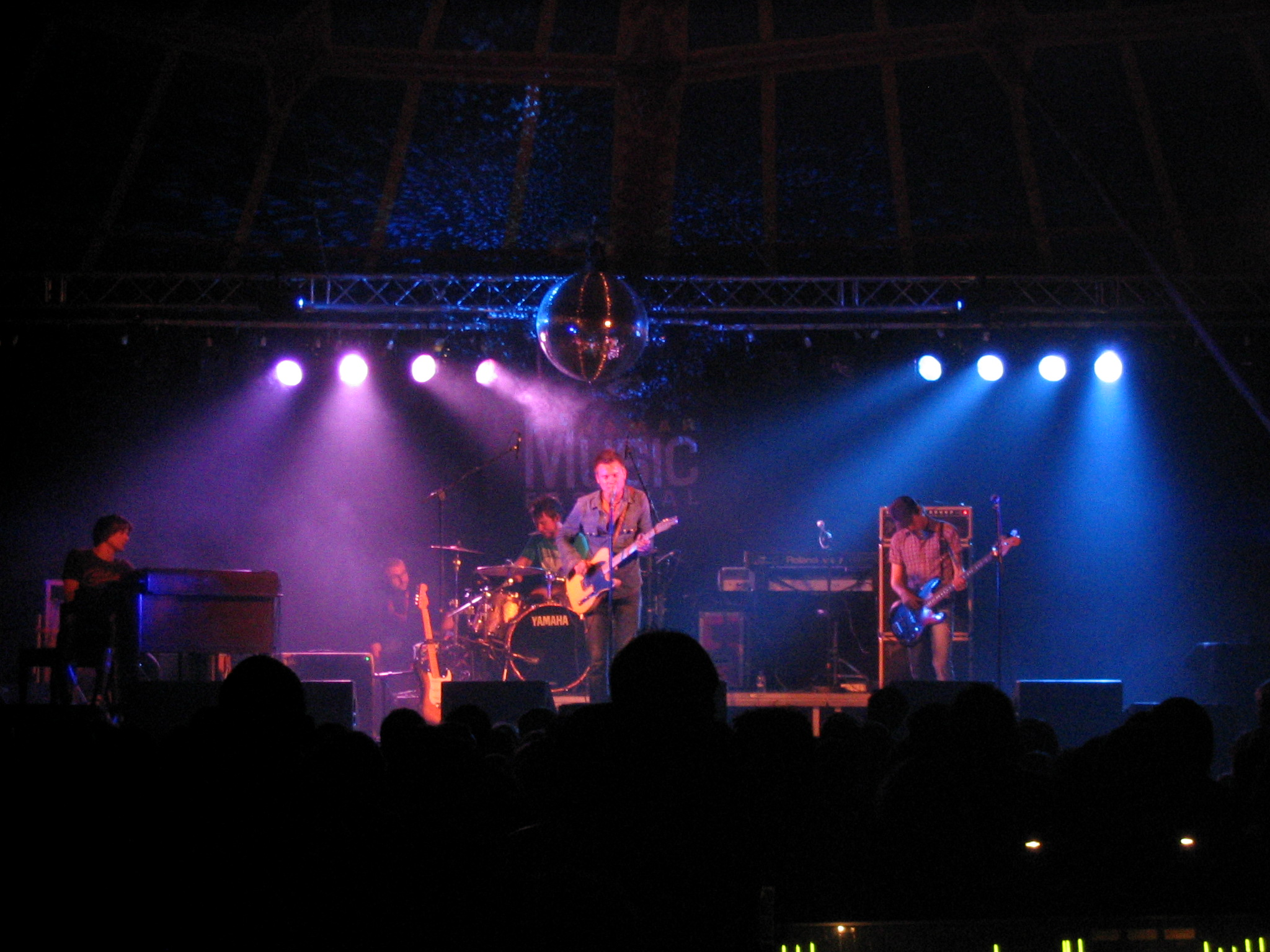
Musikframträdande under Hamar Music Festival

### Festivaler
- Dragebåtfestivalen
- Hamar Music Festival
- Kirsten Flagstad-festivalen
- Middelalderfestivalen

### Sevärdheter
- Domkirkeruinene
- Hedmarksmuseet
- Norsk Jernbanemuseum
- Vikingskipet
- Nordlyshallen
- DS Skibladner
- Kunstbanken
- Hedmark Teater

## Sport

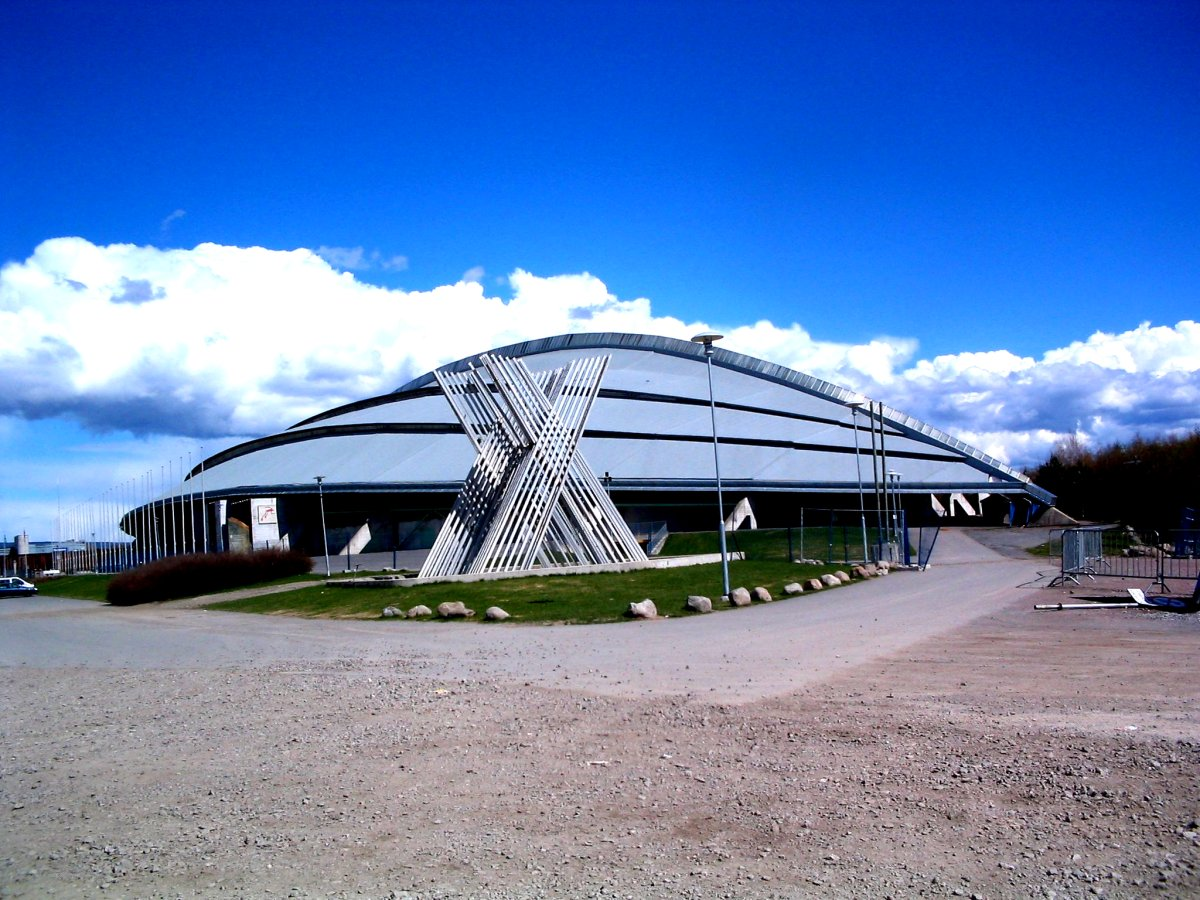
Vikingskipet

### Skridskostaden Hamar
Hamar är mest känd som skridskostad. Det är osäkert när den första skridskoklubben stiftades, men det är säkert att Hamar Skøiteklub existerade år 1865. År 1894 hade Hamar idrottsförening ansvaret för EM på skridskor för amatörer, och året därpå arrangerade de världsmästerskap. För att bli världsmästare behövde man vinna tre av fyra lopp (500 meter, 1 500 meter och 10 000 meter), något som nederländaren Jaap Eden klarade. År 1949 blev Hamar stadion upprustad, och år 1952 hölls ett nytt VM här. Över 20 000 åskådare besökte arrangemanget som varade i två dagar och som vanns av Hjalmar Andersen. En månad före detta hade "Hjallis" satt världsrekord på 10 000 meter med 16.32,6 på samma stadion, under en skridskolandskamp mellan Norge och resten av världen. Då var det över 30 000 åskådare på stadion, något som är åskådarrekord för ett sportevenemang i Hamar. År 1985 blev Hamar Stadion använd som VM-arena för sista gången. Nederländaren Hein Vergeer blev världsmästare. Efter att Vikingskipet byggdes år 1992 arrangerade Hamar Idrettslag VM år 1993, 1999 och 2004. Nederländarna Falko Zandstra och Rintje Ritsma vann de två första gångerna, medan amerikanen Chad Hedrick vann 2004. År 1996 hölls VM för enkeldistanser i staden.

### Övrig sport
VM i bandy för herrar 1993 spelades i Hamar, och Norge slutade på tredje plats för hittills enda gången (har kommit tvåa en gång).

## Personligheter
- Ole Edvard Antonsen, trumpetare
- Rut Brandt (1920-2006), motståndskvinna, memoarförfattare, gift med Willy Brandt
- Jørgen Otto Brockenhuus, officer
- Anders Baasmo Christiansen, skådespelare
- Irene Dalby, simmare
- Egil Danielsen (1933-2019), spjutkastare (OS-vinnare)
- Henriette Schønberg Erken, kokboksförfattare
- Kirsten Flagstad, operasångerska
- Knut Faldbakken, författare
- Matias Faldbakken, bildkonstnär och författare
- Dag Fornæss, skridskoåkare
- Kari Bay Haugen, radiojournalist
- Thorstein Helstad, fotbollsspelare
- Marius Holtet, ishockeyspelare
- Hilde Hummelvold, TV-programledare
- Rolf Jacobsen, diktare
- Tor Karseth, författare och vissångare
- Jørn Kolsrud, skådespelare och mediaman
- Morten Andreas Meyer, tidigare statsråd
- Christian Fredrik Monsen, politiker
- Elisabeth Norberg-Schulz, operasångerska
- Karin Sveen, författare
- Even Wetten, skridskoåkare

## Vänorter
- Borgå, Finland
- Dalvík, Island
- Fargo, USA
- Greifswald, Tyskland
- Karmiel, Israel
- Khan Yunis, Förenade arabemiraten
- Lund, Sverige
- Viborg, Ryssland